# Вазула
Ва́зула (ест. Vasula alevik) — селище в Естонії, у волості Тарту повіту Тартумаа.

## Населення
Чисельність населення на 31 грудня 2011 року становила 273 особи.

## Географія

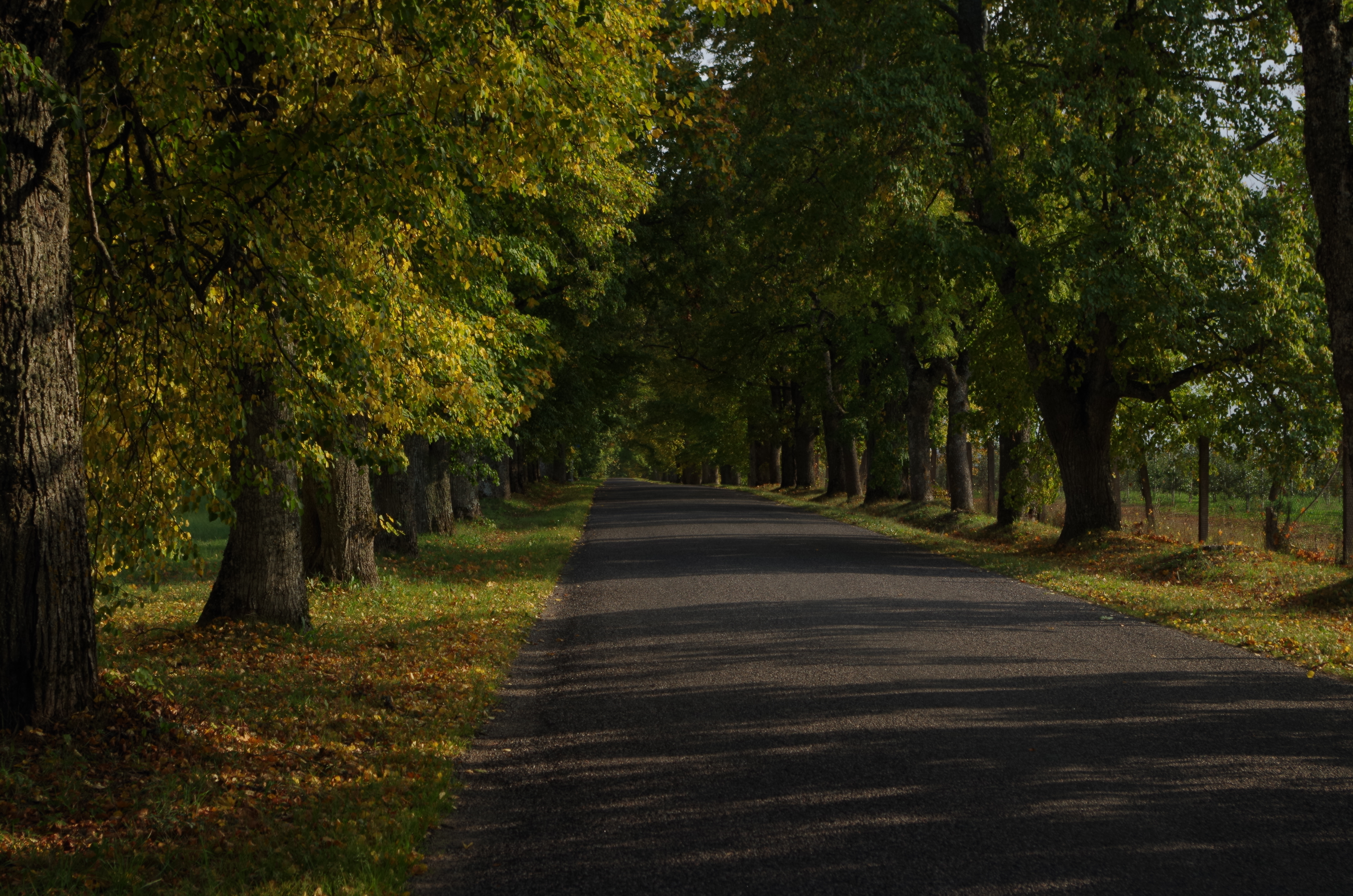
Автошлях Кирвекюла — Лягте поблизу Вазула

Через населений пункт проходять автошляхи 42 (Кяркна — Кобрату) та 22210 (Кирвекюла — Лягте).